# Зефферн
Зефферн (нем. Seffern) — община в Германии, в земле Рейнланд-Пфальц. 

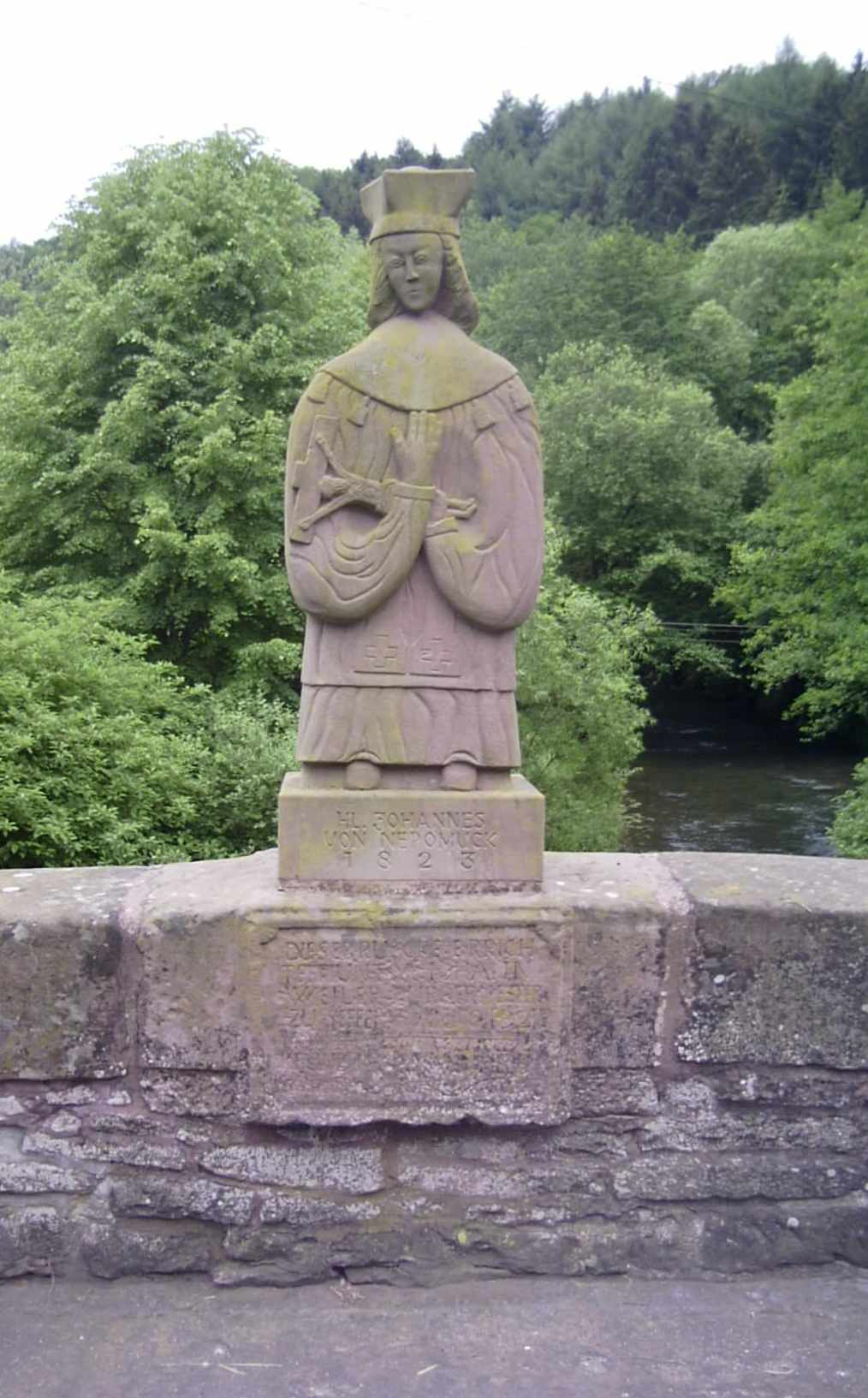
Мост

Входит в состав района Айфель-Битбург-Прюм. Подчиняется управлению Битбург-Ланд.  Население составляет 330 человек (на 31 декабря 2010 года). Занимает площадь 4,92 км².